# Diplomacia gastronómica

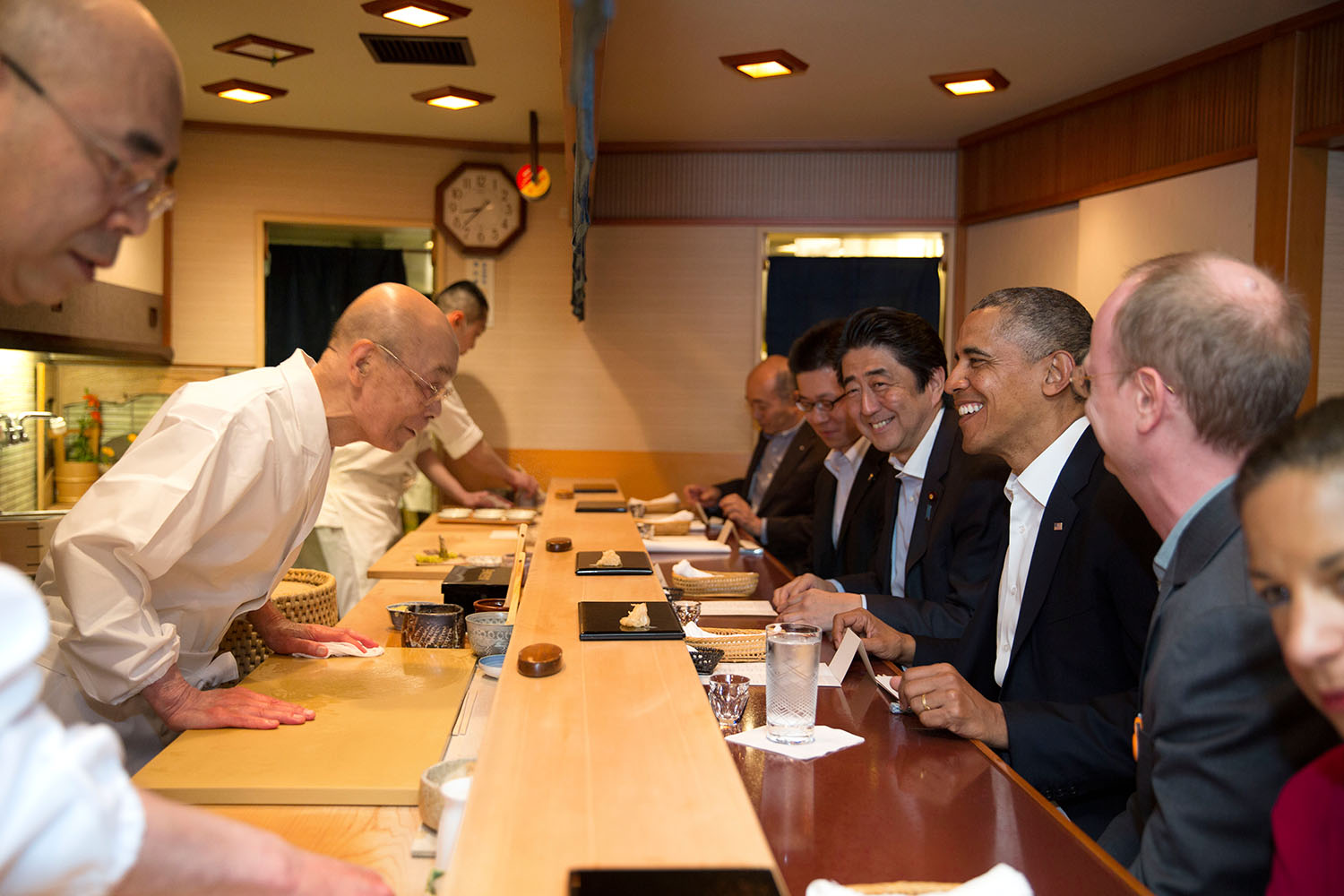
El expresidente estadounidense, Barack Obama, y el ex primer ministro japonés Shinzō Abe en el restaurante de sushi Sukiyabashi Jiro en Tokio en 2014.

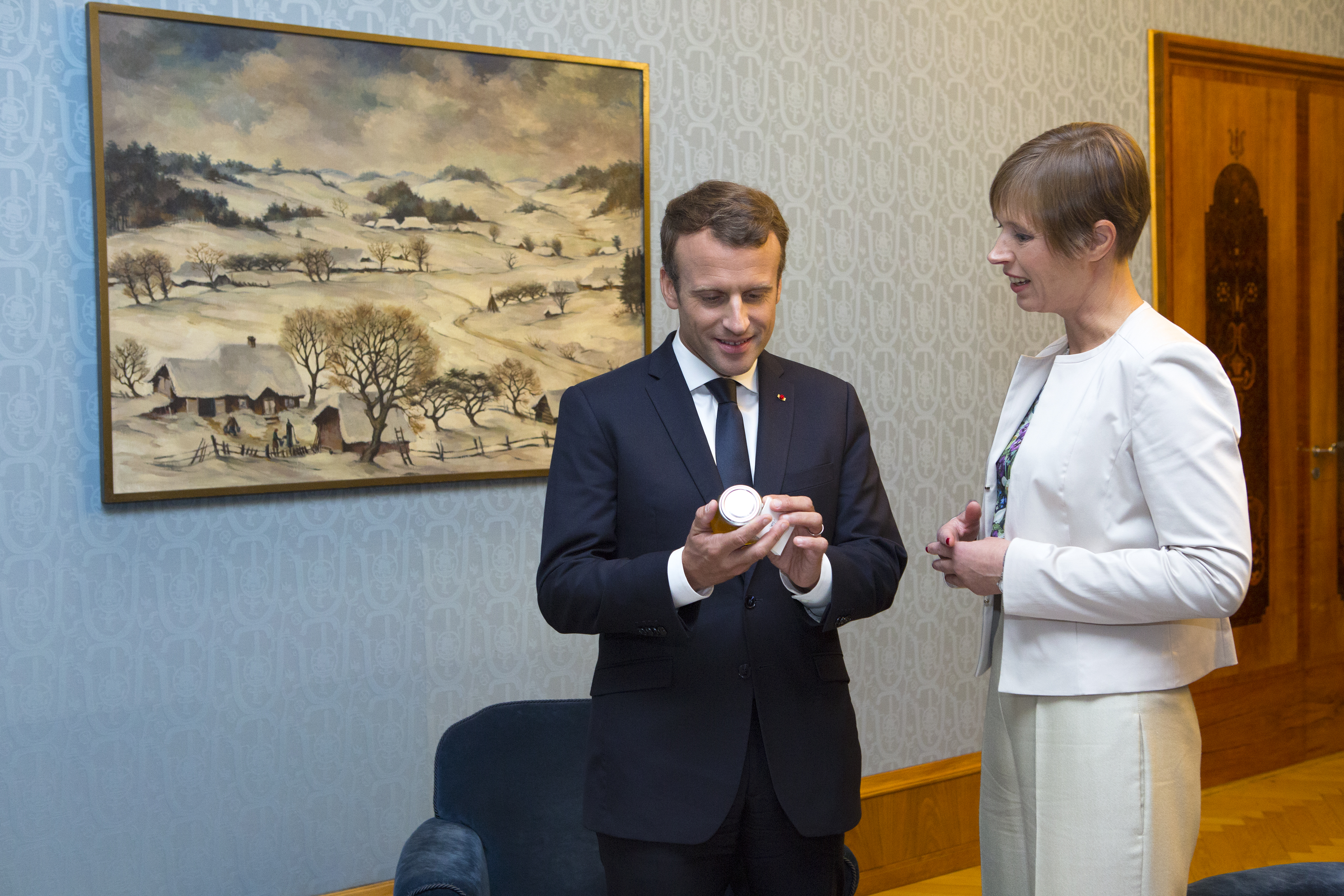
La presidenta de Estonia, Kersti Kaljulaid, ofrece miel de rosas al presidente de Francia, Emmanuel Macron, en 2017.

La diplomacia culinaria, gastronómica o «gastrodiplomacia»  es un tipo de diplomacia cultural, que en sí misma es un subconjunto de la diplomacia pública. Su premisa básica es que «la forma más fácil de conquistar corazones y mentes es a través del estómago». Se han establecido programas oficiales de diplomacia culinaria patrocinados por diferentes gobiernos del mundo, entre ellos Taiwán, Singapur, Tailandia, Corea del Sur, Malasia, Indonesia, Perú, Estados Unidos, Camboya, Japón, Escandinavia, Australia y Uzbekistán.

## Antecedentes y definiciones
Los términos «diplomacia gastronómica» y «gastrodiplomacia» se vienen usando desde principios del siglo XXI, aunque el agasajamiento de otras naciones, pueblos, clanes o tribus es una práctica humana milenaria. Recientemente han sido popularizados por el trabajo de los estudiosos de la diplomacia pública Paul Rockower y Sam Chapple-Sokol. Una de las primeras menciones del concepto fue en un artículo de The Economist de 2002 sobre el programa Thai Kitchen of the World. En la actualidad, es una estratégica diplomática común. En un artículo de 2011 publicado en la revista taiwanesa Issues & Studies, Rockower escribió que «la gastrodiplomacia se basa en la noción de que la forma más fácil de ganar corazones y mentes es a través del estómago». Chapple-Sokol escribió en un artículo de 2013 en la revista The Hague Journal of Diplomacy que la diplomacia culinaria es «el uso de la comida y la cocina como un instrumento para crear un entendimiento intercultural con la esperanza de mejorar las interacciones y la cooperación». Cualquiera que sea el objetivo, la diplomacia culinaria está destinada a mejorar la marca país. En teoría, esto se logra cambiando la conversación que rodea a un país para centrarse en una faceta apolítica y positiva de su cultura. En un estudio empírico preliminar de los programas de gastrodiplomacia de varios países, se demostró que la gastrodiplomacia ha tenido éxito en la mejora de la marca país.

### Diplomacia gastronómicavs. gastrodiplomacia
Muchos usan indistintamente ambos términos, pero ciertos académicos los han diferenciado conceptualmente. Rockower, por ejemplo, afirma que la gastrodiplomacia se refiere a una herramienta de la diplomacia pública, mientras que la diplomacia gastronómica o culinaria sirve como «un medio para promover el protocolo diplomático a través de la cocina». Chapple-Sokol escribe que ambos caen bajo la categorización amplia de «diplomacia culinaria», y diferencia la diplomacia culinaria pública de la privada. La primera se refiere al uso de la diplomacia culinaria como una herramienta de la diplomacia pública y, más específicamente, de la diplomacia cultural, mientras que el segundo «ocurre a puerta cerrada», similar a la definición de Rockower. Sin embargo, más tarde, Chapple-Sokol pasó a redefinir la «gastrodiplomacia» como específicamente el «compromiso del gobierno con el público extranjero» y uno de los tres pilares que componen la diplomacia culinaria más amplia.

### Gastronacionalismo
El gastronacionalismo o nacionalismo culinario es un concepto relacionado que involucra el uso de los alimentos y su historia, producción, control, preparación y consumo como una forma de promover el nacionalismo y la identidad nacional. Puede involucrar discusiones entre dos o más regiones o países acerca de si un plato o preparación en particular es reclamado por una de esas regiones o países y ha sido apropiado o cooptado por los demás. Los ejemplos de gastronacionalismo incluyen esfuerzos de organismos estatales, organismos no gubernamentales, empresas y grupos empresariales, e individuos.